# Абуба, Альбаде
Альбаде Абуба (фр. Albadé Abouba; род. в Као, Нигер) — нигерский государственный и политический деятель, исполняющий обязанности премьер-министра Нигера в 2009 году.

## Политическая карьера
После того как премьер-министр Сейни Умару ушёл в отставку 23 сентября 2009 года, чтобы баллотироваться в качестве кандидата на парламентских выборах в октябре 2009 года, президент Мамаду Танджа назначил Абубу преемником Умару как исполняющего обязанности. 2 октября 2009 года его заменил Али Баджо Гаматье.
Когда Танджа был свергнут в результате военного переворота 18 февраля 2010 года, Абуба и другие члены правительства были задержаны. Абуба был одним из нескольких министров, которых не сразу освободили из-под домашнего ареста в первые дни после переворота. По словам одного из лидеров хунты, полковника Джибриллы Хамиду Химы, министры, «всё ещё находящиеся под наблюдением», имели «очень секретные портфолио», и поэтому необходимо было «обеспечить их безопасность». Национальное движение за общество развития призвало освободить Абубу, Танджу и других. Остальные министры были освобождены 4 марта, но Абуба и Танджа остались под стражей.